# Für Lennart in memoriam
Für Lennart in memoriam is een compositie van de Est Arvo Pärt. Pärt voltooide het werk voor orkest in 2006.
Het werk heeft een wat sinistere oorsprong. De opdracht voor het werk kwam van voormalig premier van Estland Lennart Meri, zodat het uitgevoerd kon worden tijdens en haar eerste uitvoering kreeg op zijn begrafenis op 26 maart 2006, door het Tallinn Kamerorkest onder leiding van Tõnu Kaljuste. Het acht minuten durend werk is geschreven in een doorlopend beweging net zoals Cantus in memoriam Benjamin Britten. De muziek voert terug op het Kerkslavisch en dan met name de penitentie uit de Oosters-orthodoxe Kerk. Het Kanon Pokajanen van Pärt bevat alleen de tekst. Deze werd door Pärt qua indeling (lettergrepen) omgezet naar muziek en vervolgens werd de tekst verwijderd. Het geeft het werk het karakter mee van een werk voor koor, terwijl niemand zingt.

## Discografie
- Uitgave ECM Records : Tallinn Kamerorkest onder leiding van Tõnu Kaljuste, opnamen mei 2007.